# Mirra Komarovsky

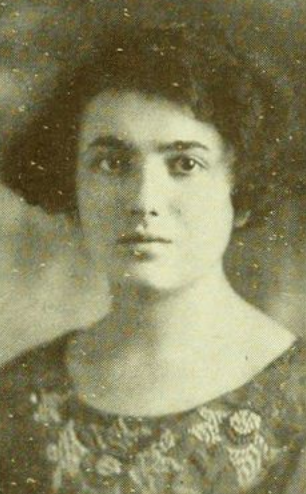
Mirra Komarovsky (1926)

Mirra Komarovsky (* 5. Februar 1905 im Russischen Kaiserreich; † 30. Januar 1999) war eine US-amerikanische Soziologin russischer Herkunft.
Mirra Komarovsky übernahm nach Dorothy Swaine Thomas als zweite Frau in dieser Funktion die 64. Präsidentschaft der American Sociological Association. Komarovsky gilt als Pionierin der Geschlechtersoziologie.
Sie stammte aus einer privilegierten jüdischen Familie im zaristischen Russland, die nach der Russischen Revolution 1917 in die Vereinigten Staaten flüchtete und sich in Wichita (Kansas) ansiedelte. Komarovsky studierte bis zum Master-Examen an der Columbia University. 1940 wurde sie ebendort zum Ph.D. promoviert. Anschließend lehrte sie mehr als 30 Jahre als Professorin an der Frauenhochschule Barnard College in New York.
Mirra Komarovsky amtierte 1973 als Präsidentin der American Sociological Association.

## Schriften (Auswahl)
- The Unemployed Man and His Family, 1940
- Women in the Modern World. Their Education and Their Dilemmas, 1953
- Blue-Collar Marriage, 1964
- Women in College. Shaping New Feminine Identities, 1985.